# 梭哈人生
《梭哈人生》（英語：A Hologram for the King）是一部2012年美國小說，作者為戴夫·艾格斯。該書的劇情圍繞著主人翁艾倫·克雷（Alan Clay）展開。事業失敗、債務纏身的艾倫試圖將一套電腦系統賣給沙烏地阿拉伯國王好東山再起，但過程中卻飽受各種挫折。艾格斯創作《梭哈人生》的靈感源於妹婿在沙烏地阿拉伯旅行的經歷，而艾格斯本人後來也為了寫作親自去了一趟。
該書由艾格斯自己成立的出版社McSweeney's出版。《梭哈人生》的精裝版於2012年6月19日出版，而平裝版則於2013年6月4日出版。該書廣受評論家好評，其風格、題材、文筆和劇情都獲得讚譽。2012年11月，《梭哈人生》獲選為《紐約時報》年度十大好書之一。該書的同名改編電影於2016年上映，由湯姆·提克威自編自導，湯姆·漢克斯飾演艾倫。

## 創作與出版
該書的寫作從主角艾倫開始。據作者戴夫·艾格斯本人的說法，艾倫這個角色「早就在他的腦海裡待了一段時間」。2008年，艾格斯從與妹婿史考特·紐曼（Scott Neumann）的對話中獲得《梭哈人生》之劇情的靈感:301。當時紐曼告訴艾格斯自己當年與一間跨國企業的成員前往沙烏地阿拉伯阿布都拉斯經濟城旅行的經歷:301，艾格斯認為，沙烏地阿拉伯對艾倫這種角色而言再適合不過了。為了撰寫書中內容，艾格斯參考了許多資料:303，甚至還親自到沙烏地阿拉伯遊覽一番。艾格斯認為《梭哈人生》的寫作歷程比起他先前寫過的非虛構小說而言輕鬆許多，並表示自己沉浸在其中。在美國，《梭哈人生》的精裝版於2012年6月19日出版，而平裝版則於2013年6月4日出版，出版社為艾格斯自己成立的McSweeney's。

## 劇情大綱
艾倫·克雷（Alan Clay）是一位曾經風光的美國推銷員，在決策失誤後債務纏身，連女兒姬特（Kit）的學費都付不出來:7-20。為了擺脫財務困難，克雷前往沙烏地阿拉伯的阿布都拉斯經濟城，為瑞聯公司（Relyand）將一套電腦系統——全像投影系統賣給沙烏地阿拉伯國王做最後一搏:7-20。然而，國王一直都待在外地，會面時間一再延期，令艾倫備感焦慮，拿針戳脖子上的脂肪瘤、酗酒又失眠。不過，艾倫與一名計程車司機尤瑟夫（Yousef）結識成好友，邂逅一名迷人的女人漢娜（Hanne），還讓薩拉·哈坎姆（Zahra Hakem）醫師動手術切除了脖子上的脂肪瘤，這些事情讓他的心情逐漸轉好:24-267。最後，國王終於來到經濟城，艾倫向他推銷了全像投影系統，但因有中國公司用半價提供相同的技術，導致瑞聯競標失敗。儘管如此，艾倫不打算兩手空空地回美國，決定繼續留在沙烏地阿拉伯，等待下一次機會:297-300。

## 解析
《紐約時報》的書評角谷美智子認為《梭哈人生》有種「海明威的風格」，而其中主角的冒險故事則有著「卡夫卡的韻味」。角谷美智子也將該小說拿來與薩謬爾·貝克特創作的戲劇《等待果陀》做比較。《每日電訊報》的提姆·馬丁（Tim Martin）認為艾格斯採用與海明威相似的「淒涼的直述手法」來創作該書。《波特蘭水星》的艾瑞克·亨利克森（Erik Henriksen）在書評指出艾格斯選用了「簡潔直接的散文體」，且文筆「悲切卻富有黑色幽默」。《華盛頓郵報》的書評麥可·德達（Michael Dirda）認為，《梭哈人生》的步調悠閒到了幾近散漫的程度，連散文都比其緊湊。德達也指出，艾倫這個角色和小說《塞拉斯·拉帕姆的發跡》、《金融家》、《巴比特》和戲劇《推銷員之死》中的角色很像。

## 評價與榮譽

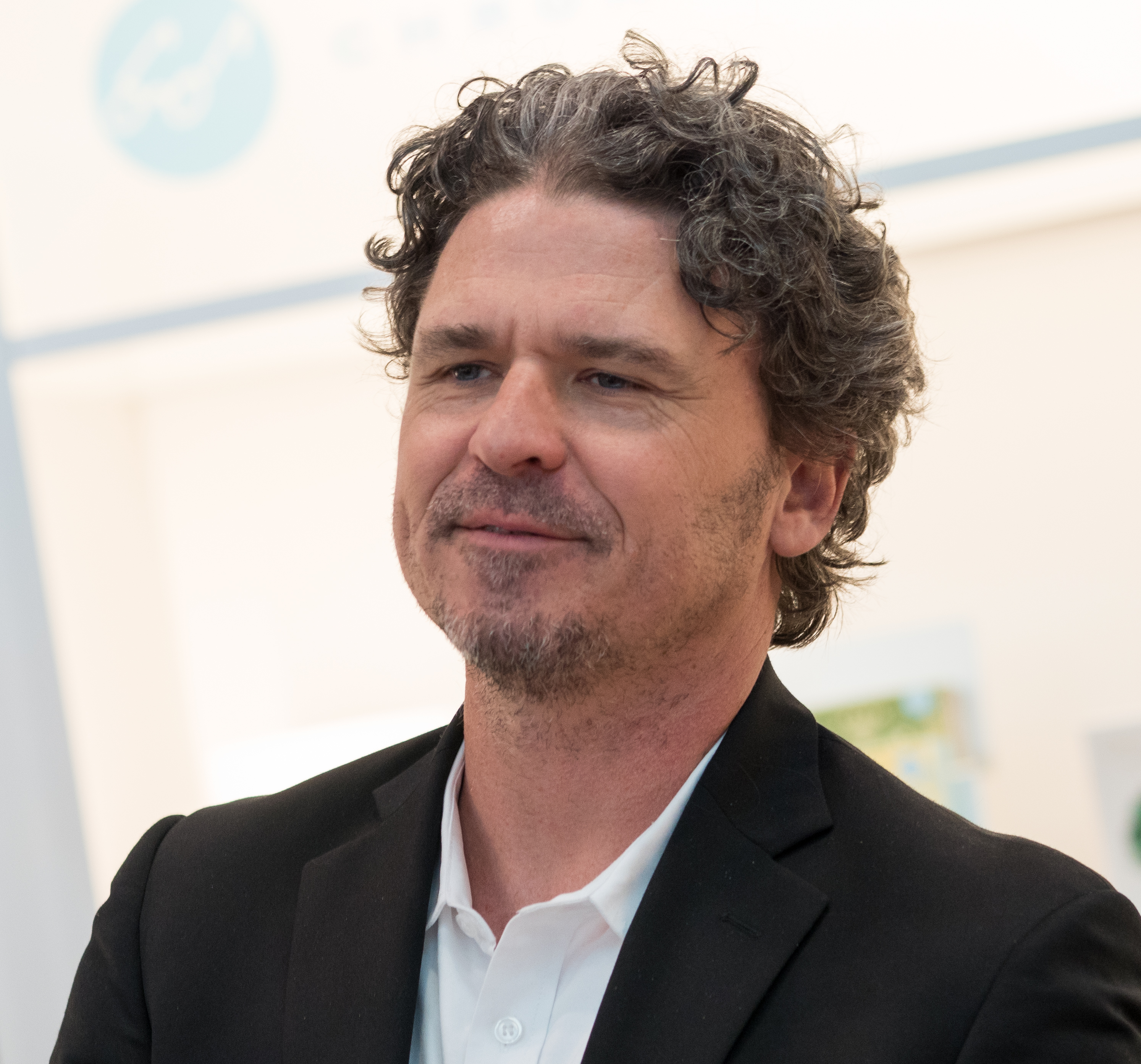
作者戴夫·艾格斯（圖）的文筆廣受好評

《紐約時報》的書評角谷美智子給予《梭哈人生》好評，評論道「艾格斯寫出了一本講述一位辛勤男人的故事、有如漫畫一般、同時呈現我們這個世代的縮影的動人小說，十分有趣」。角谷美智子認為，作者艾格斯的寫作功力自處女作《怪才的荒誕與憂傷》（2000年）以來大有長進。《舊金山紀事報》的書評卡瑪拉·曲維儒（Carmela Ciuraru）形容該小說「是一本貼合時代且題材引人深思的非凡小說，內容涉及美國製造業的衰落、中產階級的苦難和全球經濟的困境」，最後評論道「《梭哈人生》是一本不能不讀的好書」。《每日電訊報》的提姆·馬丁給予《梭哈人生》5顆星的滿分好評，評論道「這本嚴肅且劇情周到的書證明了自己在文壇的地位」。他還表示，書中艾倫闖進一棟大樓、遇到一群起衝突的工人那一段令他難以忘懷。《波特蘭水星》的艾瑞克·亨利克森稱讚該書「輕鬆易讀」。
2012年10月，《梭哈人生》入圍美國國家圖書獎的決選名單。11月，該書獲選為亞馬遜網站2012年十大好書之一。11月底，《梭哈人生》獲選為《紐約時報》年度十大好書之一，獲選評語寫道「艾格斯接續前作《澤圖恩》和《什麼是什麼》中對世界前景一貫的著墨方式，將這部全球化版本的《推銷員之死》織就成一則精心安排的寓言，探討美國的國際地位及中產階級的衰退，直追薩謬爾·貝克特式的荒誕絕望風格」。

## 改編電影
2013年7月12日，據報導，湯姆·提克威將自編自導《梭哈人生》的改編電影。在該片中，湯姆·漢克斯飾演艾倫，亞歷山大·布萊克飾演尤瑟夫，莎瑞塔·查德荷瑞飾演薩拉醫師，西瑟·芭貝特·庫德森飾演漢娜。該片由普雷通公司、帕萊莫瑞迪安娛樂（Primeridian Entertainment）和X-Filme製片公司製作，於2014年3月6日開拍，6月殺青，取景地點包含摩洛哥、埃及和德國。電影於2016年4月22日在美國上映。

## 中譯本
- 臺灣：戴夫·艾格斯著; 江宗翰譯. . 高寶書版集團. 2016. ISBN 978-986-361-252-0.
- 中国大陆：戴夫·艾格斯著. . 人民文學出版社. 2016-06-01. ISBN 9787020114641.